# Catalpa duclouxii
Catalpa duclouxii là một loài thực vật có hoa trong họ Chùm ớt. Loài này được Dode mô tả khoa học đầu tiên năm 1907.